# Бутылицы (Владимирская область)
Буты́лицы — село в Меленковском районе Владимирской области России на реке Ушна, административный центр Бутылицкого сельского поселения.

## История
Основание первого поселения тесно связано с третьим казанским походом Ивана Грозного. 1552 год ознаменовался взятием Казани и падением казанского ханства: 13 июля Иван IV подошёл со своим войском к реке Ушна (исток реки как раз находится в районе посёлка). В войске его был воевода Бутылин (Бутылица), отличившийся тем, что разбил на этом месте отряды татар. На территории поставили крест с надписью «Здесь был воевода Бутылица». Бутылицкие крестьяне занимались изготовлением бутылок и поставляли их ко Двору. В селе был склад. В честь Бутылина, а также по промыслу крестьян, государь назвал село Бутылицы. После этого в Бутылицах явился чудотворный образ Николая Угодника (оплечный). На месте обретения образа в Бутылицах Иван Грозный основал Никольский Муромский мужской монастырь, что в Бутылицах или Николо-Бутылицкую мужскую пустынь. Он впервые упоминается в 1566.
После подавления бунта Стеньки Разина в 1671 на покаяние сюда была сослана группа бунтовщиков, образовавших слободку на противоположном берегу Ушны.
Предание записано муромским краеведом А.А.Епанчиным от художника Михаила Константиновича Левина, максимовского крестьянина, 62 лет, 4 апреля 1980 г.
В конце XIX — начале XX века село являлось центром Бутылицкой волости Меленковского уезда, с 1924 года в составе Муромского уезда.
В июле 1918 года произошёл так называемый «Бутылицкий эсеро-кулацкий мятеж».
Во время Великой Отечественной войны железнодорожная станция Бутылицы подверглась атаке фашистских бомбардировщиков.
С 1929 года село являлось центром Бутылицкого сельсовета Меленковского района, центральная усадьба совхоза «Бутылицы», с 2005 года — центр Бутылицкого сельского поселения.

## Население
| 1859 | 1897  | 1905  | 1926  | 2002  | 2010  | 2021  |
| ---- | ----- | ----- | ----- | ----- | ----- | ----- |
| 1021 | ↗1275 | ↗1490 | ↗1839 | ↘1350 | ↘1171 | ↗1191 |

## Транспорт
В селе расположена станция Бутылицы на Южном ходу Горьковской железной дороги Люберцы — Арзамас, относящаяся к её Муромскому региону.

## Инфраструктура
Здания социального назначения:
- Бутылицкая средняя общеобразовательная школа (основана в 1872 году)[11];
- бутылицкая сельская участковая больница;
- два почтовых отделения;
- хлебопекарня Бутылицкого сельпо;
- детский сад с. Бутылицы;
- администрация Бутылицкого сельского округа;
- сберкасса № 93\0102;
- бутылицкое лесничество;
- молочный завод;
- добровольная пожарная дружина с. Бутылицы;
- небольшой аэродром (по состоянию на 2009 год — находится в заброшенном состоянии);
- несколько продовольственных магазинов.

В селе находятся две автобусные остановки: 0,7 км от указателя «Начало населённого пункта» по главной дороге в сторону Мурома, вторая расположена около железнодорожного вокзала.
Список улиц села Бутылицы:
- Улица Ленина;
- Набережная;
- Садовая;
- Советская;
- Вокзальная;
- Муромская;
- Большая;
- Железнодорожная;
- Олимпийская.

Гороховский и Митинский посёлки также входят в состав Бутылицкого сельского поселения. 

В населённом пункте проведено водо- и газоснабжение, имеется водонапорная башня. 
С 2014 года в Бутылицах дважды в год проводится ярмарка "Бутылицкий разгуляй".

### Достопримечательности
В селе расположена православная церковь, основанная в честь Николая Угодника в 1835 году. В период советской власти здание было частично разрушено. В течение многих лет восстанавливается силами прихожан и меценатов. Во время реконструкции службы проводились в церкви Сорока Севастийских мучеников, которая находится на территории основной церкви.
В числе достопримечательностей — два памятника:
- памятник В. И. Ленину (разрушен, остался лишь постамент);
- мемориал павшим советским воинам.

- Фотографии местности
- Заброшенный аэродром
- Окраина села
- Родник
- На переднем плане - прилегающая дорога, налево по главной дороге — Меленки
- Почта
- Магазин
- Родник, Набережная улица
- Церковь Николая Угодника
- Автобусная остановка

## Известные жители
- Лобанов, Спартак Михайлович — подполковник, участник Великой Отечественной войны, Герой Советского Союза. Окончил среднюю школу в селе Бутылицы.